# Лыжный переход Бочкарево — Москва
Лыжный переход Бочкарево — Москва — лыжный переход в СССР, совершенный в 1934—1935 годах.
Протяженность этого лыжно-пешего перехода составила — 8134 км, из них первые 1350 км были пройдены пешком.

## История
Пятеро военнослужащих авиачасти ОКДВА (по другим данным из школы младших авиаспециалистов — ШМАС): Мартынов Владимир Трофимович (начальник команды), Кармнов Александр Георгиевич, Марков Валентин Ильич (в конце пути заболел и до финиша не дошел), Николенко Дементий Евменович и Савченко Владимир Романович — стартовали 14 октября 1934 года со станции Бочкарево (ныне — город Белогорск Амурской области), финишировав в Москве 12 февраля 1935 года (вместе с лыжниками перехода Нерчинск — Москва).
Переход длился 120 дней, из них ходовых — 87. Среднесуточная скорость составила 93,4 км.
Постановлением ЦИК СССР все 5 участников этого перехода награждены Почетными грамотами ЦИК СССР, а приказом народного комиссара обороны — награждены именными золотыми часами.

### Подготовка
Первый пеший тренировочный поход военнослужащих был совершен 1-4 августа 1934 года, когда от Свободного до Благовещенска и обратно по местным сопкам они покрыли расстояние почти в 350 км. 12 августа они вышли в 710-километровый пеший бросок на Хабаровск, достигли которого через 103 часа и где приняли участие в открытии первой спартакиады ОКДВА.
Кроме пеших переходов, а их набралось на более, чем 5 тысяч километров, бочкарёвцы ходили по Томи и Зее на байдарках, греблей подготавливая свой плечевой пояс для движения на лыжах. В начале осени бойцы сдали нормативы на 1-ю ступень комплекса ГТО («Готов к труду и обороне»).